# 75. Primetime Emmy-gála
A 75. Primetime Emmy-gála során a 2022. június 1. és 2023. május 31. között főműsoridőben bemutatott, amerikai televíziós programokat értékelték. A jelölteket az Academy of Television Arts & Sciences választotta ki. A Los Angeles-i Peacock Theaterben tartott ceremóniát a Fox tűzte műsorra 2024. január 15-én. Eredetileg 2023 szeptemberében rendezték volna meg, de a hollywoodi munkaügyi viták miatt halasztani kellett. Összesen 26 kategóriában osztottak ki díjat, az esemény házigazdája Anthony Anderson volt. A jelölteket 2023. július 12-én tették közzé.
A gálán A mackó és az Utódlás vezette a győzelmi listát.

## Győztesek és jelöltek

### Műsorok
| - Utódlás (HBO) - Andor (Disney+) - Better Call Saul (AMC) - A Korona (Netflix) - Sárkányok háza (HBO) - The Last of Us (HBO) - A Fehér Lótusz (HBO) - Túlélőjátszma (Showtime)                                              | - Utódlás (HBO) - Andor (Disney+) - Better Call Saul (AMC) - A Korona (Netflix) - Sárkányok háza (HBO) - The Last of Us (HBO) - A Fehér Lótusz (HBO) - Túlélőjátszma (Showtime)                         | - A mackó (FX) - Abbott Általános Iskola (ABC) - Barry (HBO) - Az esküdtszék (Amazon Freevee) - A káprázatos Mrs. Maisel (Prime Video) - Gyilkos a házban (Hulu) - Ted Lasso (Apple TV+) - Wednesday (Netflix) | - A mackó (FX) - Abbott Általános Iskola (ABC) - Barry (HBO) - Az esküdtszék (Amazon Freevee) - A káprázatos Mrs. Maisel (Prime Video) - Gyilkos a házban (Hulu) - Ted Lasso (Apple TV+) - Wednesday (Netflix) | - A mackó (FX) - Abbott Általános Iskola (ABC) - Barry (HBO) - Az esküdtszék (Amazon Freevee) - A káprázatos Mrs. Maisel (Prime Video) - Gyilkos a házban (Hulu) - Ted Lasso (Apple TV+) - Wednesday (Netflix) | - A mackó (FX) - Abbott Általános Iskola (ABC) - Barry (HBO) - Az esküdtszék (Amazon Freevee) - A káprázatos Mrs. Maisel (Prime Video) - Gyilkos a házban (Hulu) - Ted Lasso (Apple TV+) - Wednesday (Netflix) |
| Legjobb minisorozat vagy antológiasorozat | Legjobb minisorozat vagy antológiasorozat | Legjobb reality-vetélkedő műsor | Legjobb reality-vetélkedő műsor | | |
| - Balhé (Netflix) - Jeffrey Dahmer – Szörnyeteg: A Jeffrey Dahmer-sztori (Netflix) - Daisy Jones & the Six (Prime Video) - Fleishman bajban van (FX) - Obi-Wan Kenobi (Disney+)                                              | - Balhé (Netflix) - Jeffrey Dahmer – Szörnyeteg: A Jeffrey Dahmer-sztori (Netflix) - Daisy Jones & the Six (Prime Video) - Fleishman bajban van (FX) - Obi-Wan Kenobi (Disney+)                         | - RuPaul – Drag Queen leszek! (MTV) - The Amazing Race (CBS) - Survivor (CBS) - Top Chef (Bravo) - The Voice (NBC)                                                                                             | - RuPaul – Drag Queen leszek! (MTV) - The Amazing Race (CBS) - Survivor (CBS) - Top Chef (Bravo) - The Voice (NBC)                                                                                             | - RuPaul – Drag Queen leszek! (MTV) - The Amazing Race (CBS) - Survivor (CBS) - Top Chef (Bravo) - The Voice (NBC)                                                                                             | - RuPaul – Drag Queen leszek! (MTV) - The Amazing Race (CBS) - Survivor (CBS) - Top Chef (Bravo) - The Voice (NBC)                                                                                             |
| Legjobb talkshow | Legjobb talkshow | Legjobb forgatókönyves varietésorozat | Legjobb forgatókönyves varietésorozat | | |
| - The Daily Show with Trevor Noah (Comedy Central) - Jimmy Kimmel Live! (ABC) - Late Night with Seth Meyers (NBC) - The Late Show with Stephen Colbert (CBS) - The Problem with Jon Stewart (Apple TV+)                      | - The Daily Show with Trevor Noah (Comedy Central) - Jimmy Kimmel Live! (ABC) - Late Night with Seth Meyers (NBC) - The Late Show with Stephen Colbert (CBS) - The Problem with Jon Stewart (Apple TV+) | - John Oliver-show az elmúlt hét híreiről (HBO) - Fekete hölgyek szkeccs showja (HBO) - Saturday Night Live (NBC)                                                                                              | - John Oliver-show az elmúlt hét híreiről (HBO) - Fekete hölgyek szkeccs showja (HBO) - Saturday Night Live (NBC)                                                                                              | - John Oliver-show az elmúlt hét híreiről (HBO) - Fekete hölgyek szkeccs showja (HBO) - Saturday Night Live (NBC)                                                                                              | - John Oliver-show az elmúlt hét híreiről (HBO) - Fekete hölgyek szkeccs showja (HBO) - Saturday Night Live (NBC)                                                                                              |
| Legjobb varieté-különkiadás (élő) | | | | | |
| - Elton John Live: Farewell from Dodger Stadium (Disney+) - The Apple Music Super Bowl LVII Halftime Show Starring Rihanna (Fox) - Chris Rock: Szelektív felháborodás (Netflix) - 95. Oscar-gála (ABC) - 75. Tony-gála (CBS) | | | | | |

### Színészek

#### Főszereplő
| Drámasorozat                                | Drámasorozat | Drámasorozat           | Drámasorozat |
| Legjobb férfi főszereplő                    | Legjobb férfi főszereplő | Legjobb női főszereplő | Legjobb női főszereplő |
| ------------------------------------------- | --- | ---------------------- | --- |
|                                             | Kieran Culkin – Utódlás (Roman Roy) - Jeff Bridges – A nagy öreg (Dan Chase) - Brian Cox – Utódlás (Logan Roy) - Bob Odenkirk – Better Call Saul (Saul Goodman) - Pedro Pascal – The Last of Us (Joel) - Jeremy Strong – Utódlás – (Kendall Roy)                                                                                        |                        | Sarah Snook – Utódlás (Shiv Roy) - Sharon Horgan – Rossz nővérek (Eva Garvey) - Melanie Lynskey – Túlélőjátszma (Shauna Sadecki) - Elisabeth Moss – A szolgálólány meséje (June Osborne / Offred) - Bella Ramsey – The Last of Us (Ellie) - Keri Russell – A diplomata (Kate Wyler)                 |
| Vígjátéksorozat                             | |                        | |
| Legjobb férfi főszereplő                    | Legjobb férfi főszereplő | Legjobb női főszereplő | Legjobb női főszereplő |
|                                             | Jeremy Allen White – A mackó (Carmen "Carmy" Berzatto) - Bill Hader – Barry (Barry Berkman / Barry Block) - Jason Segel – Direkt terápia (Jimmy Laird) - Martin Short – Gyilkos a házban (Oliver Putnam) - Jason Sudeikis – Ted Lasso (Ted Lasso)                                                                                       |                        | Quinta Brunson – Abbott Általános Iskola (Janine Teagues) - Christina Applegate – Halott vagy (Jen Harding) - Rachel Brosnahan – A káprázatos Mrs. Maisel (Miriam "Midge" Maisel) - Natasha Lyonne – Poker Face (Charlie Cale) - Jenna Ortega – Wednesday (Wednesday Addams / Goody Addams)         |
| Minisorozat, antológiasorozat vagy tévéfilm | |                        | |
| Legjobb férfi főszereplő                    | Legjobb férfi főszereplő | Legjobb női főszereplő | Legjobb női főszereplő |
|                                             | Steven Yeun – Balhé (Danny Cho) - Taron Egerton – Fekete madár (Jimmy Keene) - Kumail Nanjiani – Isten hozott a Chippendalesben (Somen Banerjee) - Evan Peters – Jeffrey Dahmer – Szörnyeteg (Jeffrey Dahmer) - Daniel Radcliffe – Weird: Az Al Yankovic Sztori (“Weird Al” Yankovic) - Michael Shannon – George & Tammy (George Jones) |                        | Ali Wong – Balhé (Amy Lau) - Lizzy Caplan – Fleishman bajban van (Libby Epstein) - Jessica Chastain – George & Tammy (Tammy Wynette) - Dominique Fishback – Swarm (Andrea "Dre" Greene) - Kathryn Hahn – Apró gyönyörű dolgaink (Clare Pierce) - Riley Keough – Daisy Jones & the Six (Daisy Jones) |

## Fordítás
- Ez a szócikk részben vagy egészben  a(z)   75th Primetime Emmy Awards című angol Wikipédia-szócikk ezen változatának fordításán alapul.  Az eredeti cikk szerkesztőit annak laptörténete sorolja fel. Ez a jelzés csupán a megfogalmazás eredetét és a szerzői jogokat jelzi, nem szolgál a cikkben szereplő információk forrásmegjelöléseként.